# 張世溶
張世溶（1578年—1644年），字水心，號山育，江西撫州府南昌縣籍臨川縣人，明朝政治人物。

## 生平
張世溶是萬曆四十年舉人張世涵的弟弟，崇禎六年（1633年）中舉人，崇禎十年（1637年）成進士。此時他已經六十歲，得到大學士方逢年重視，十一年四月獲授浙江遂安知縣；任滿後本來擬定試任廣東道監察御史，但朝廷下令行取官職必須曾在邊疆處事，故改官蠡縣知縣。他在任內招攬流民，在京畿北處安排兵餉猶如長城，其後朝廷徵召他考選兵科，但未及入京都城已失陷，他不投降而被殺害。

## 引用
1. ↑  《崇祯十年丁丑科三百名进士三代履历》：张世溶，曾祖启贤，旌表善士；祖材，省祭冠带；父晓，乡饮大宾。山育，春秋房，甲寅九月十二日生，南昌县籍，临川县人，癸酉二十二名，会一百四十名，三甲一百四十五名，刑部观政，戊寅四月授遂安知县，癸未補蠡县知县。
2. 1 2  同治《臨川縣志·卷四十四·忠義》：張世溶，字水心，世涵弟。少負盛名，崇禎丁丑始成進士，年六十矣。內閣遂安方某重其為人，請除遂安令，秩滿以卓異擬試御史；時有旨行取官必再厯邊俸，復補蠡縣。招徠殘民，措置兵餉畿北，隱然長城；復召考選有兵科之命，未及入垣，都城破陷賊不屈死。
3. ↑  同治《臨川縣志·卷三十六下·選舉》：崇禎六年 癸酉（舉人） …… 張世溶 世涵弟，崇禎丁丑進士，保定府蠡縣知縣。